# Villa rustica (Stoffenried)
Die Villa rustica auf der Gemarkung von Stoffenried, einem Gemeindeteil von Ellzee im schwäbischen Landkreis Günzburg in Bayern, wurde bei Begehungen 1988/89 untersucht. Die Villa rustica, 1600 m östlich der Kirche St. Ägidius, ist ein geschütztes Bodendenkmal mit der Aktennummer D-7-7627-0035.
Es wurden im Acker Bruchstein- und Ziegelkonzentrationen festgestellt. Zahlreiche Tegula-Bruchstücke und Keramik wurden gefunden. 
Weiter nördlich waren Stellen mit dunkler Verfärbung zu erkennen, die möglicherweise Gräber der römischen Kaiserzeit sein könnten.